# Divlji vjetre
Divlji vjetre è un singolo del cantante croato Damir Kedžo, pubblicato il 16 marzo 2020 su etichetta discografica Croatia Records. Il brano è scritto e composto da Ante Pecotić.
Il 29 febbraio 2020 con Divlji vjetre Damir Kedžo ha vinto Dora, la selezione croata per l'Eurovision Song Contest 2020, diventando il rappresentante eurovisivo nazionale. È stato il preferito dal pubblico croato e il secondo più votato dalla giuria.

## Tracce
1. Divlji vjetre – 3:00

## Classifiche
| Classifica (2020) | Posizione massima |
| ----------------- | ----------------- |
| Croazia           | 1                 |